# Johann Lipold
Johann Lipold, auch Janez Lipold (* 29. Dezember 1811 in Prassberg, Untersteiermark; † 18. April 1878 ebenda) war Gastwirt, Kaufmann und Abgeordneter zum Österreichischen Abgeordnetenhaus.

## Leben
Johann Lipold war Sohn des Salz- und Tabakverlegers Markus Franz Lipold  († 1846). Er war Gastwirt und Kaufmann in Prassberg. Um 1864 übergab er seinen Betrieb an einen Sohn.
Er war von 1867 bis 1870 Mitglied im steiermärkischen Landtag (II. und III. Wahlperiode), Kurie Landgemeinden. Bis etwa 1870 war er über 20 Jahre Bürgermeister von Prassberg.
Er war römisch-katholisch und ab 1836 verheiratet mit Anna Sirk († 1871), mit der er eine Tochter und vier Söhne hatte, wobei ein Sohn jung verstorben ist. Sein Bruder war der Geologe Marko Vincenc Lipold (1816–1883).

## Politische Funktionen
Johann Lipold war vom 20. Mai 1867 bis zum 31. März 1870 Abgeordneter des Abgeordnetenhauses im Reichsrat (II. Legislaturperiode) und vertrat dort für das Kronland Steiermark die Kurie Landgemeinden in der Steiermark  (Cilli, Franz, Oberburg, Erlachstein, Tüffer, Gonobitz, Windischgratz, Schönstein, Mahrenberg, Marburg, Windisch-Feistritz, St. Leonhard, Luttenberg, Friedau, Ober-Radkersburg, Pettau, Rohitsch, Rann, Drachenburg, Lichtenwald). Am 31. März 1870 legte er sein Mandat nieder.

## Klubmitgliedschaften
Johann Lipold war Mitglied im Slowenischen Klub.